# Fissidens submarginatus
Fissidens submarginatus là một loài Rêu trong họ Fissidentaceae. Loài này được Bruch mô tả khoa học đầu tiên năm 1846.